# Massingir (Distrikt)
Massingir ist ein Distrikt der Provinz Gaza in Mosambik mit Verwaltungssitz in der Stadt Massingir. Der Distrikt grenzt im Norden an den Distrikt Chicualacuala, im Westen an die Republik Südafrika, im Süden an den Distrikt Magude (in der Provinz Maputo) und im Osten an die Distrikte Mabalane und Chokwé.

## Geographie

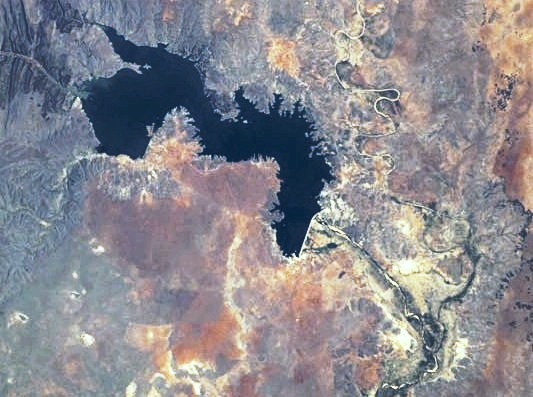
Massingir (Satellitenfoto) mit dem Massingir Stausee

Bei einer Fläche von 5.681 Quadratkilometer hat Massingir 32.669 Einwohner (Stand 2013). Dies ergibt eine Bevölkerungsdichte von 5,8 Menschen pro Quadratkilometer.
Das Klima ist trocken bis halbtrocken mit Niederschlägen von durchschnittlich 600 Millimeter im Jahr und einer Durchschnittstemperatur von 30 Grad Celsius. Die warme Jahreszeit von September bis Februar ist durch starke Niederschläge gekennzeichnet, die in den Ebenen auch zu Überschwemmungen führen. In der kühleren Jahreszeit von März bis August fallen kaum Niederschläge und es kommt zu Dürren.
Der Hauptfluss ist der Rio dos Elefantes, der in der Republik Südafrika entspringt (dort wird er Lepelle genannt) und in den Limpopo mündet. Der einzige weitere permanent fließende Fluss ist der Mazimulhpe. Im Distrikt gibt es auch zehn Seen.
Die Böden sind abseits der Flüsse eher sandig, was zusammen mit den unregelmäßigen Niederschlägen die Dürren verschlimmert.

## Geschichte
Im Jahr 1498 wurde die Kolonialverwaltung eingerichtet und diese ernannte den lokalen Landeshäuptling Massingir Ngovene zu ihrem Vertreter. So entstand der Name für die Region, die bald ein Verwaltungsposten und 1972, beim Bau der Massingir-Talsperre, zum Distrikt erhoben wurde.

## Bevölkerung
Die Bevölkerung ist sehr jung, 18 Prozent sind jünger als vier Jahre, 27 Prozent sind zwischen fünf und vierzehn Jahren alt (Stand 2013). Von den über Fünfjährigen haben nur sechs Prozent eine abgeschlossene Schulbildung. Die Analphabetenrate ist hoch, speziell bei älteren Frauen (Stand 2007):
Die am meisten verbreitete Muttersprache ist Tsonga, nur 20 Prozent der Bevölkerung über fünf Jahre spricht portugiesisch.

## Einrichtungen und Dienstleistungen
In Distrikt befinden sich (Stand 2013) 54 Grundschulen (Primárias) und vier weiterführende Schulen (Secundárias). Von den Grundschulen sind 31 öffentliche Schulen und 23 Privatschulen, von den weiterführenden Schulen sind alle vier öffentlich.
In Massingir gibt es drei Gesundheitszentren und fünf Ambulanzen.

## Verwaltungsgliederung
Der Distrikt Massingir ist in drei Verwaltungsposten (postos administrativos) gegliedert:
- Sede
- Mavoze
- Zulo[10]

## Wirtschaft und Infrastruktur
Im Jahr 2007 besaßen 44 Prozent der Haushalte ein Radio und 7 Prozent einen Fernseher, 33 Prozent besaßen ein Fahrrad und 4 Prozent ein Auto.

### Landwirtschaft

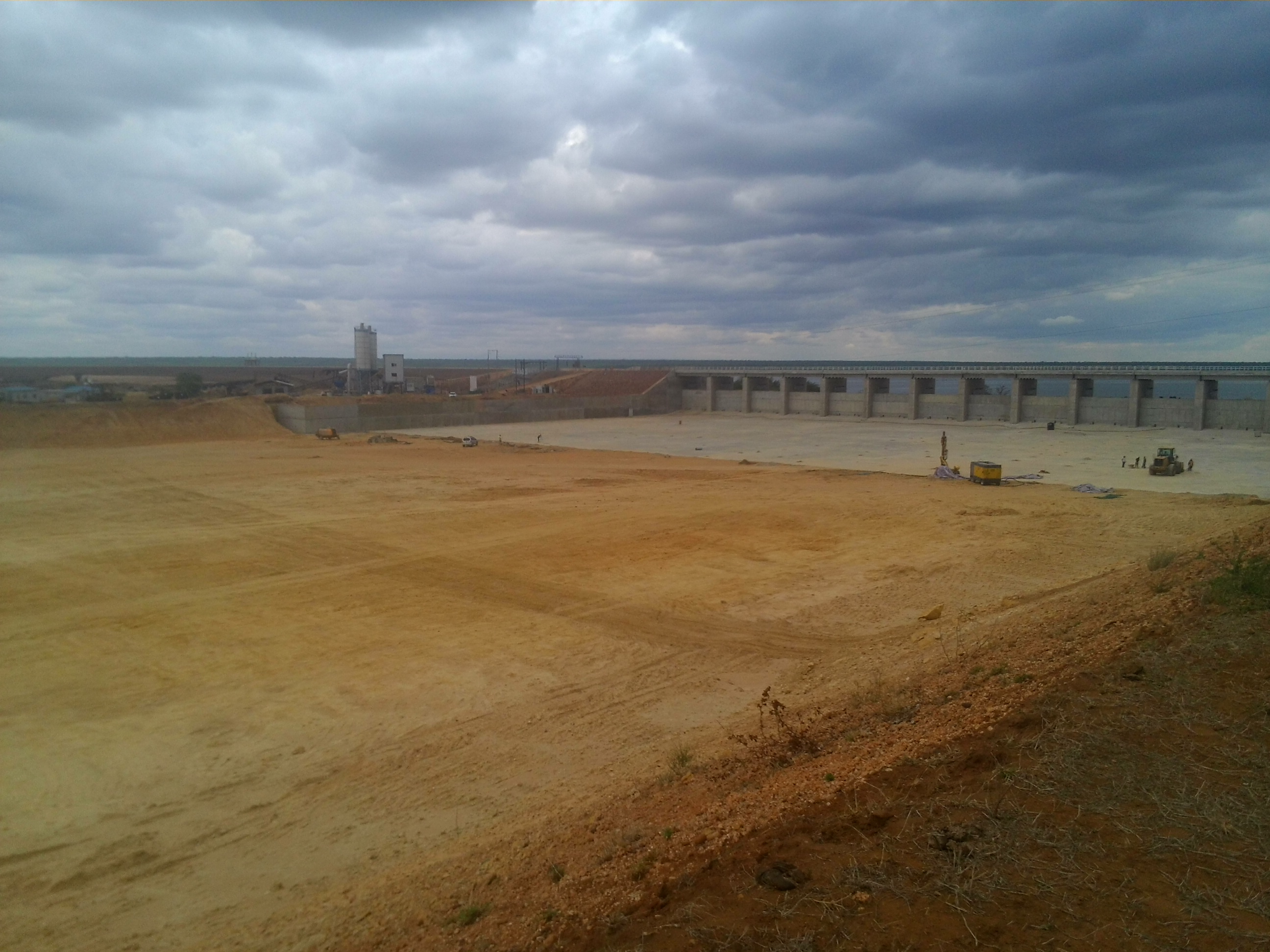
Massingir-Damm

| Im Jahr 2010 gab es 4066 Bauernhöfe, die Viehzucht betrieben und 3746, die Grundnahrungsmittel anbauten. Mehr als die Hälfte der Anbaufläche befindet sich in Familienbesitz, etwa ein Drittel gehört den Behörden des Distrikts. Die privaten Betriebe sind meist klein, viele unter einem halben Hektar groß und werden von drei oder mehr Familienmitgliedern bewirtschaftet. Mehr als die Hälfte davon sind Frauen und 30 Prozent sind Kinder unter zehn Jahren. Hauptsächlich angebaut werden Mais, Maniok, Bohnen, Erdnüsse und Süßkartoffeln. Auf den Bauernhöfen gibt es auch eine große Anzahl von Obst- und Cashewbäumen. Viele Bauern sichern sich ein Zusatzeinkommen durch den Verkauf von Holz, Brennholz, Schilf und Holzkohle, sowie aus Fischerei-Erträgen. | Die zur Anzeige dieser Grafik verwendete Erweiterung wurde dauerhaft deaktiviert. Wir arbeiten aktuell daran, diese und weitere betroffene Grafiken auf ein neues Format umzustellen. (Mehr dazu) |

### Staudamm
Die Massingir-Talsperre besitzt einen Erdschüttdamm mit einer Länge von fünf Kilometern und einer maximalen Höhe von 47 Metern. Ihr Stausee hat eine Fläche von 138 Quadratkilometern. Das Bauwerk wurde zwischen 1971 und 1977 errichtet. Im Jahr 2008 wurde ein Teil der Anlage durch einen Bedienfehler zerstört, im Jahr 2017 jedoch wieder hergestellt. Sie dient der Bewässerung der landwirtschaftlichen Flächen und der Wasserversorgung von 16.700 Menschen in Massingir.

### Bodenschätze
Der Distrikt besitzt an Bodenschätzen Bausand und Schotter.

### Verkehr
- Straße: Die wichtigste Straßenverbindung ist die Nationalstraße, die den Distrikt mit Chókwè, dem wichtigsten Wirtschaftszentrum der Region, verbindet. Sie ist asphaltiert und in einem guten Zustand.[17]

| Ort                     | km  | Typ                 |
| ----------------------- | --- | ------------------- |
| Chokwe – Massingir      | 130 | Nationalstraße      |
| Massingir – Macandazulo | 125 | nicht klassifiziert |
| Massingir – Velho       | 39  | nicht klassifiziert |
| Massingir – Txaque      | 75  | nicht klassifiziert |
| Massingir – Macaringue  | 95  | nicht klassifiziert |
| Massingir – Border      | 42  | nicht klassifiziert |

- Eisenbahn: Es gibt keine Bahnlinie in Massingir

### Nationalpark
Der Distrikt Massingir hat Anteil am Nationalpark Limpopo. Dieser Park mit einer Gesamtfläche von 35.000 Quadratkilometer wurde 2002 auf den Staatsgebieten von Mosambik, Südafrika und Simbabwe errichtet. Der Anteil von Massingir beträgt 2.100 Quadratkilometer, er umfasst damit mehr als ein Drittel der Fläche des Distriktes.